# بالگاروفو
بالگاروفو شهری در استان بورگاس کشور بلغارستان است که جمعیت آن در سال ۲۰۰۱ میلادی ۲٬۰۹۴ نفر بوده‌است.